# Jenő
Jenő je vas na Madžarskem, ki upravno spada pod podregijo Székesfehérvári Županije Fejér.